# Chasse-sur-Rhône
Pour les articles homonymes, voir Chasse (homonymie).
Chasse-sur-Rhône (prononcé [ʃas syʁ ʁon]) est une commune française située dans le quart sud-est de la France, dans la région Auvergne-Rhône-Alpes, à l'extrémité ouest du département de l'Isère et de l'arrondissement de Vienne. Chasse-sur-Rhône est la seule commune de l'Isère faisant partie de l'unité urbaine de Lyon. Ses habitants sont appelés les Chassères.

## Géographie

### Localisation
Occupant une place privilégiée à la croisée de plusieurs routes : autoroute, routes départementales, voie ferrée, Chasse-sur-Rhône fait aussi figure de carrefour majeur entre les axes de communication est/ouest (Échangeur de Chasse-sur-Rhône : A46 : Genève - Chambéry - Grenoble / A47 : Givors - Saint-Étienne - Clermont-Ferrand) et surtout nord/sud (A7 : Paris - Mâcon - Lyon / Vienne - Valence - Marseille).

#### Topographie

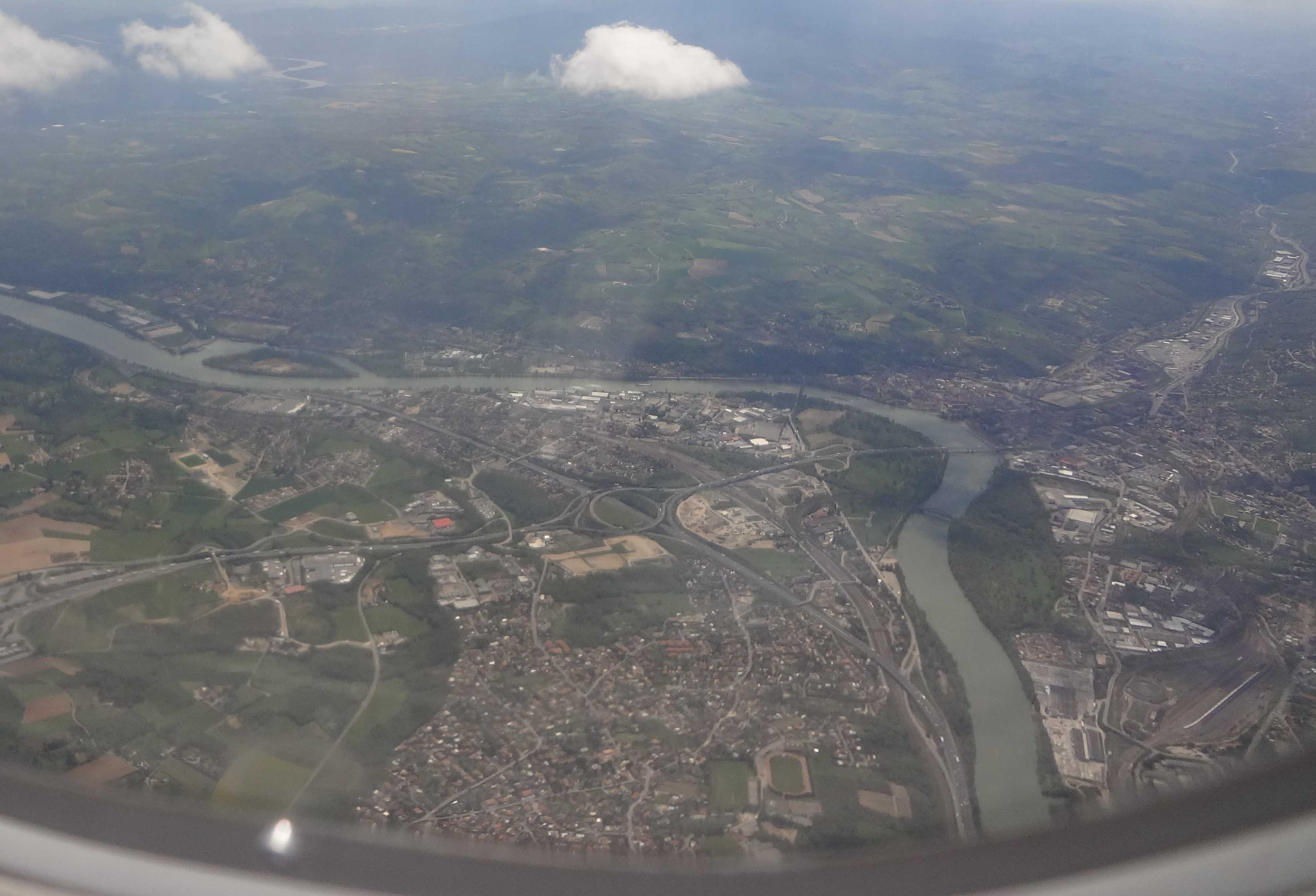
Vue aérienne de Chasse-sur-Rhône et du carrefour autoroutier.

Chasse-sur-Rhône est une commune périurbaine qui s'étend sur près de 791 hectares le long d'un méandre du Rhône (rive gauche).
Chasse-sur-Rhône se développe sur deux types géographiques distincts : les « Hauteurs » de Chasse, sur le plateau qui rejoint Seyssuel puis Chuzelles, et le bas de la commune, constitué par la plaine alluviale située le long du couloir rhodanien.

#### Communes limitrophes
Située à l'extrémité nord-ouest du département de l'Isère, avec, au nord, les communes rhodaniennes de Ternay et Communay et, au sud, la commune iséroise de Seyssuel, Chasse-sur-Rhône constitue la porte d'entrée nord sur le territoire de l'agglomération viennoise, à 25 kilomètres au sud de Lyon et à 12 kilomètres au nord de Vienne. Elle est voisine de Givors, située sur la rive opposée du Rhône.

### Climat
Pour des articles plus généraux, voir Climat d'Auvergne-Rhône-Alpes et Climat de l'Isère.
En 2010, le climat de la commune est de type climat océanique altéré, selon une étude du Centre national de la recherche scientifique s'appuyant sur une série de données couvrant la période 1971-2000. En 2020, Météo-France publie une typologie des climats de la France métropolitaine dans laquelle la commune est dans une zone de transition entre le climat semi-continental et le climat de montagne et est dans la région climatique Nord-est du Massif Central, caractérisée par une pluviométrie annuelle de 800 à 1 200 mm, bien répartie dans l’année.
Pour la période 1971-2000, la température annuelle moyenne est de 11,9 °C, avec une amplitude thermique annuelle de 17,9 °C. Le cumul annuel moyen de précipitations est de 812 mm, avec 8,4 jours de précipitations en janvier et 6 jours en juillet. Pour la période 1991-2020, la température moyenne annuelle observée à la station météorologique de Météo-France la plus proche, « Mornant », dans la commune de Mornant à 11 km à vol d'oiseau, est de 12,1 °C et le cumul annuel moyen de précipitations est de 758,5 mm,. Pour l'avenir, les paramètres climatiques de la commune estimés pour 2050 selon différents scénarios d'émission de gaz à effet de serre sont consultables sur un site dédié publié par Météo-France en novembre 2022.

### Quartiers
L'un des quartiers les plus dynamiques de la ville est les Barbières situé à côté du château. Il s'agit d'un quartier prioritaire comptant près de 1 200 habitants en 2018.

## Urbanisme

### Typologie
Au 1er janvier 2024, Chasse-sur-Rhône est catégorisée ceinture urbaine, selon la nouvelle grille communale de densité à sept niveaux définie par l'Insee en 2022.
Elle appartient à l'unité urbaine de Lyon, une agglomération inter-départementale regroupant 123  communes, dont elle est une commune de la banlieue,,. Par ailleurs la commune fait partie de l'aire d'attraction de Lyon, dont elle est une commune de la couronne,. Cette aire, qui regroupe 397 communes, est catégorisée dans les aires de 700 000 habitants ou plus (hors Paris),.

### Occupation des sols
L'occupation des sols de la commune, telle qu'elle ressort de la base de données européenne d’occupation biophysique des sols Corine Land Cover (CLC), est marquée par l'importance des territoires artificialisés (43 % en 2018), en augmentation par rapport à 1990 (33,9 %). La répartition détaillée en 2018 est la suivante : 
zones urbanisées (25,5 %), zones agricoles hétérogènes (23,1 %), zones industrielles ou commerciales et réseaux de communication (17,5 %), terres arables (16,8 %), forêts (9,3 %), eaux continentales (5 %), prairies (2,8 %). L'évolution de l’occupation des sols de la commune et de ses infrastructures peut être observée sur les différentes représentations cartographiques du territoire : la carte de Cassini (XVIIIe siècle), la carte d'état-major (1820-1866) et les cartes ou photos aériennes de l'IGN pour la période actuelle (1950 à aujourd'hui).

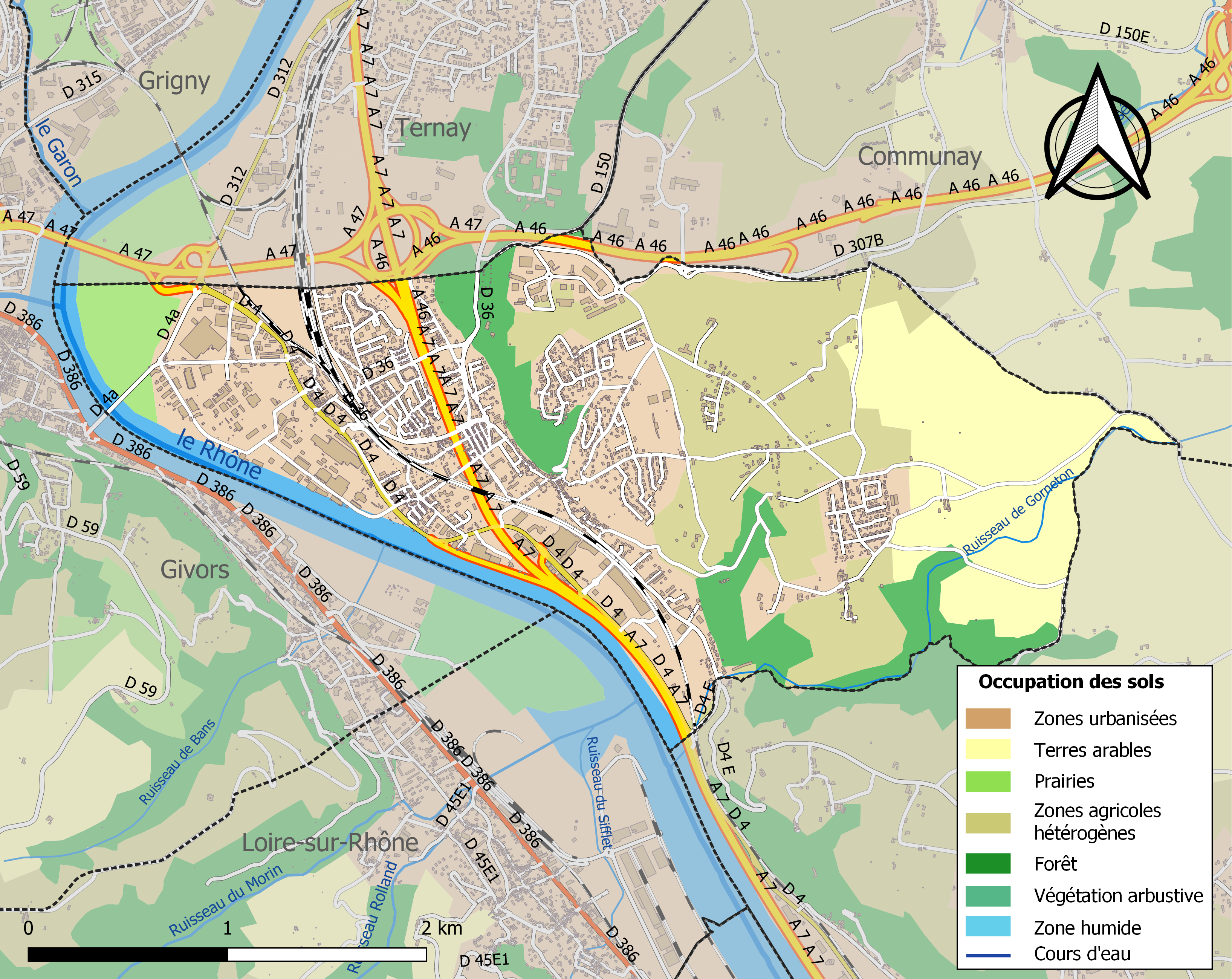
Carte des infrastructures et de l'occupation des sols de la commune en 2018 (CLC).

### Voies de communications et transports

#### Voies routières
Chasse-sur-Rhône est traversée du nord au sud par l'A7. Elle débute à la sortie 8 de l'A7 venant de Vienne. Elle s'étend sur trois km, avant de rejoindre l'A47, direction Lyon, Saint-Étienne, Givors.

#### Voies ferroviaires
Grâce au réseau TER Auvergne-Rhône-Alpes, la commune est reliée aux gares de Lyon Part-Dieu (15 min), Mâcon-Ville (1 h 15), Villefranche-sur-Saône (1 h) et Vienne (10 min).

#### Transports urbains
Le transport urbain est assuré par le réseau L'va via la ligne 5 qui relie la commune à la gare de Givors-Ville via la gare de Chasse-sur-Rhône ; la liaison avec Vienne se fait en TER, des titres de transports combinés L'va + TER sont ainsi proposés.

#### Voies aériennes
Les aéroports les plus proches de Chasse-sur-Rhône sont ceux de Saint-Exupéry et de Grenoble - Isère. Plus proche, existe aussi l'aérodrome de Vienne - Reventin au sud de Chasse-sur-Rhône dans la commune de Reventin-Vaugris.

## Toponymie
Le lieu est attesté sous la forme Landata au IXe siècle, qui serait dérivé du gaulois lindo, "étang".[réf. nécessaire]
Le toponyme Chasse-sur-Rhône tire son nom du gaulois cassanos signifiant chêne.[réf. nécessaire] On retrouve ce nom de lieu plus au sud, mais sans la palatalisation du "c", avec Pont-du-Casse (Lot-et-Garonne), Le Cassé (Gers), Lacasse (Haute-Garonne).

## Histoire
On trouve des traces d'occupation de la commune remontant à 1400 av. J.-C. Au Xe siècle apparaît pour la première fois la mention « Chassen », que l'on traduit par : forêt de chênes. Le toponyme (nom de lieu) « Chasse » pour le bourg et le château apparaît dans les textes au XVe siècle. Autour de son château, les terres de la commune constituaient alors le terrain de chasse privilégié des seigneurs de Seyssuel, en raison notamment de son abondance en gibier. Lors de la création des communes par l'Assemblée nationale, le 14 décembre 1789, Chasse et Seyssuel furent réunies en une seule et même entité administrative. L'évolution des deux bourgs fut différente : Chasse connut un fort essor industriel alors que Seyssuel resta à dominante agricole. La commune de Chasse, jusque-là section de Seyssuel et Chasse, attendra le 23 avril 1853 pour être détachée de Seyssuel. Ce n'est qu'en novembre 1932 que Chasse prit officiellement (par décret préfectoral) le nom de Chasse-sur-Rhône, « en raison de son importance ferroviaire sur la PLM », pour éviter toute confusion avec une autre commune iséroise de moindre importance, Chatte.

## Politique et administration

### Tendances politiques et résultats
Chasse sur Rhône fait partie de la huitième circonscription de l'Isère, dont le député actuel est Caroline Abadie (LREM).

### Administration municipale
Chasse-sur-Rhône fait partie du canton de Vienne-1 et de l'arrondissement de Vienne qui compte 204 007 habitants pour 1 237 km2.

### Liste des maires
| Période | Période  | Identité                       | Étiquette    | Qualité                                                 |
| ------- | -------- | ------------------------------ | ------------ | ------------------------------------------------------- |
| 1790    | 1791     | Antoine-Marie Laurent-Devalors |              |                                                         |
| 1791    | 1794     | François Marcillat             |              |                                                         |
| 1794    | 1797     | Abel-Joseph Pioct              |              |                                                         |
| 1797    | 1798     | Ennemond Berquet               |              |                                                         |
| 1798    | 1800     | Antoine Peyrard                |              |                                                         |
| 1800    | 1802     | Antoine Pessonneaux            |              |                                                         |
| 1802    | 1806     | Abel-Joseph Pioct              |              |                                                         |
| 1806    | 1807     | Joseph-Antoine Carlet          |              |                                                         |
| 1807    | 1816     | Pierre-Joseph-Henri Carlet     |              |                                                         |
| 1816    | 1830     | Pierre Mercier                 |              |                                                         |
| 1830    | 1832     | Pierre-Joseph-Henri Carlet     |              |                                                         |
| 1832    | 1846     | Jean-Joseph Roussillon         |              |                                                         |
| 1846    | 1848     | Jacques David                  |              |                                                         |
| 1848    | 1853     | Gaspard Berry                  |              |                                                         |
| 1853    | 1860     | Pierre Laurent                 |              |                                                         |
| 1860    | 1874     | Amédée Laurent-Devalors        |              |                                                         |
| 1874    | 1878     | Louis-Bertrand Langlois        |              |                                                         |
| 1878    | 1888     | Félix David                    |              |                                                         |
| 1888    | 1896     | Michel Laurent-Devalors        |              |                                                         |
| 1896    | 1899     | Didier Jobert                  |              |                                                         |
| 1899    | 1901     | Pierre Dugnat                  |              |                                                         |
| 1901    | 1904     | Julien Remilly                 |              |                                                         |
| 1904    | 1923     | Jean-Louis Jaillet             |              |                                                         |
| 1923    | 1924     | Claude Priest                  |              |                                                         |
| 1924    | 1925     | Auguste Frantz                 |              |                                                         |
| 1925    | 1928     | Stéphane Jobert                |              |                                                         |
| 1928    | 1935     | Claude Priest                  |              |                                                         |
| 1935    | 1939     | Félix Carral                   |              |                                                         |
| 1939    | 1941     | André Domeyne                  |              |                                                         |
| 1941    | 1941     | Eugène Porchet                 |              |                                                         |
| 1941    | 1945     | Paul Laurent-Devalors          |              |                                                         |
| 1945    | 1947     | André Domeyne                  |              |                                                         |
| 1947    | 1965     | Pierre Bouchard                |              |                                                         |
| 1965    | 1982     | Joseph Domeyne                 | SFIO puis PS | Conseiller général du Canton de Vienne-Nord (1967-1979) |
| 1982    | 1995     | Paul Vittoz                    | PS           |                                                         |
| 1995    | 2014     | Jean-Pierre Rioult             | PS           |                                                         |
| 2014    | 2020     | Claude Bosio                   | DVD          |                                                         |
| 2020    | En cours | Christophe Bouvier             | PS           | 1er secrétaire fédéral de l'Isère                       |

### Jumelages
La commune de Chasse-sur-Rhône est jumelée avec :
- Nor-Hadjin (Arménie) depuis 1998[14]
- Campobello di Licata (Italie) depuis 2003[14]

## Population et société

### Démographie
Les habitants de Chasse-sur-Rhône sont appelés les Chassères.

#### Évolution démographique
L'évolution du nombre d'habitants est connue à travers les recensements de la population effectués dans la commune depuis 1856. Pour les communes de moins de 10 000 habitants, une enquête de recensement portant sur toute la population est réalisée tous les cinq ans, les populations de référence des années intermédiaires étant quant à elles estimées par interpolation ou extrapolation. Pour la commune, le premier recensement exhaustif entrant dans le cadre du nouveau dispositif a été réalisé en 2008.

En 2022, la commune comptait 6 484 habitants, en évolution de +8,65 % par rapport à 2016 (Isère : +3,07 %, France hors Mayotte : +2,11 %).
| 1856 | 1861  | 1866  | 1872  | 1876  | 1881  | 1886  | 1891  | 1896  |
| ---- | ----- | ----- | ----- | ----- | ----- | ----- | ----- | ----- |
| 954  | 1 002 | 1 034 | 1 162 | 1 105 | 1 160 | 1 242 | 1 077 | 1 118 |

| 1901  | 1906  | 1911  | 1921  | 1926  | 1931  | 1936  | 1946  | 1954  |
| ----- | ----- | ----- | ----- | ----- | ----- | ----- | ----- | ----- |
| 1 230 | 1 194 | 1 516 | 2 035 | 2 469 | 2 559 | 2 325 | 2 420 | 2 804 |

| 1962  | 1968  | 1975  | 1982  | 1990  | 1999  | 2006  | 2008  | 2013  |
| ----- | ----- | ----- | ----- | ----- | ----- | ----- | ----- | ----- |
| 3 630 | 3 529 | 3 944 | 4 378 | 4 566 | 4 795 | 4 981 | 5 024 | 5 609 |

| 2018  | 2022  | - | - | - | - | - | - | - |
| ----- | ----- | - | - | - | - | - | - | - |
| 6 128 | 6 484 | - | - | - | - | - | - | - |

#### Pyramide des âges
La population de la commune est relativement jeune.
En 2018, le taux de personnes d'un âge inférieur à 30 ans s'élève à 41,6 %, soit au-dessus de la moyenne départementale (37,1 %). À l'inverse, le taux de personnes d'âge supérieur à 60 ans est de 18,9 % la même année, alors qu'il est de 23,9 % au niveau départemental.
En 2018, la commune comptait 3 001 hommes pour 3 127 femmes, soit un taux de 51,03 % de femmes, légèrement supérieur au taux départemental (51,01 %).
Les pyramides des âges de la commune et du département s'établissent comme suit.
| Hommes | Classe d’âge | Femmes |
| ------ | ------------ | ------ |
| 0,3    | 90 ou +      | 0,7    |
| 5,2    | 75-89 ans    | 7,5    |
| 11,5   | 60-74 ans    | 12,7   |
| 19,8   | 45-59 ans    | 18,3   |
| 20,3   | 30-44 ans    | 20,5   |
| 18,3   | 15-29 ans    | 18,1   |
| 24,6   | 0-14 ans     | 22,3   |

| Hommes | Classe d’âge | Femmes |
| ------ | ------------ | ------ |
| 0,6    | 90 ou +      | 1,6    |
| 6,7    | 75-89 ans    | 8,7    |
| 15,3   | 60-74 ans    | 16,3   |
| 20,1   | 45-59 ans    | 19,6   |
| 18,8   | 30-44 ans    | 18,9   |
| 19     | 15-29 ans    | 17     |
| 19,4   | 0-14 ans     | 17,9   |

### Enseignement
Trois écoles maternelles
- Les Georgelières
- Le Château
- Les Barbières

Une école primaire
- École primaire Pierre-Bouchard

Les élèves de la commune se rendent au collège Grange-de-Seyssuel, ainsi qu'au lycée de Saint-Romain-en-Gal, pour les études post-primaires.

### Sports
- GS Chasse Football, créé en 1918 ;
- GS Chasse Basket ;
- Rugby Club Chasse-sur-Rhône, recréé en 2012 ;
- Tennis Club de Chasse-sur-Rhône ;
- Les sauveteurs de Chasse-sur-Rhône, avec des sections joutes, barque et natation ;
- Chasse Fight Club regroupant les sports de combat kick-boxing, K1, full-contact, MMA, et boxe anglaise ainsi que l'aéro-kick, créée en 2017

La commune a par ailleurs inauguré en 2012 un nouveau complexe sportif ultra-moderne sur les hauteurs, le complexe de Moleye, où cohabitent trois stades de football, dont deux terrains synthétiques, une piste d'athlétisme, des gradins couvrant les vestiaires, trois courts de tennis en béton poreux, ainsi qu'une halle destinée à la pratique du tennis, volleyball et du badminton.

### Médias
La commune est couverte par deux quotidiens de presse régionale, Le Progrès, dans son édition Givors bassin, et Le Dauphiné libéré.
La municipalité édite également un magazine trimestriel d'informations municipales, Chasse Infos.

### Cultes
Église Saint-Martin, construite au début du XXe siècle

## Culture locale et patrimoine

### Lieux et monuments
- Le pont de Givors et de Chasse qui relie Chasse-sur-Rhône à Givors. Aussi appelé la Passerelle.
- La chapelle : La date de 1607 retrouvée sur l’une des poutres atteste son existence dès le XVIe siècle. Sa construction est très probablement antérieure (XIIIe ou XIVe siècle ?). Longtemps utilisés comme poulailler, les lieux sont aujourd’hui désaffectés, en attente d’une rénovation d’ores et déjà entreprise[Quand ?] dans les autres parties du corps de ferme datant de la même époque.

- Le château :

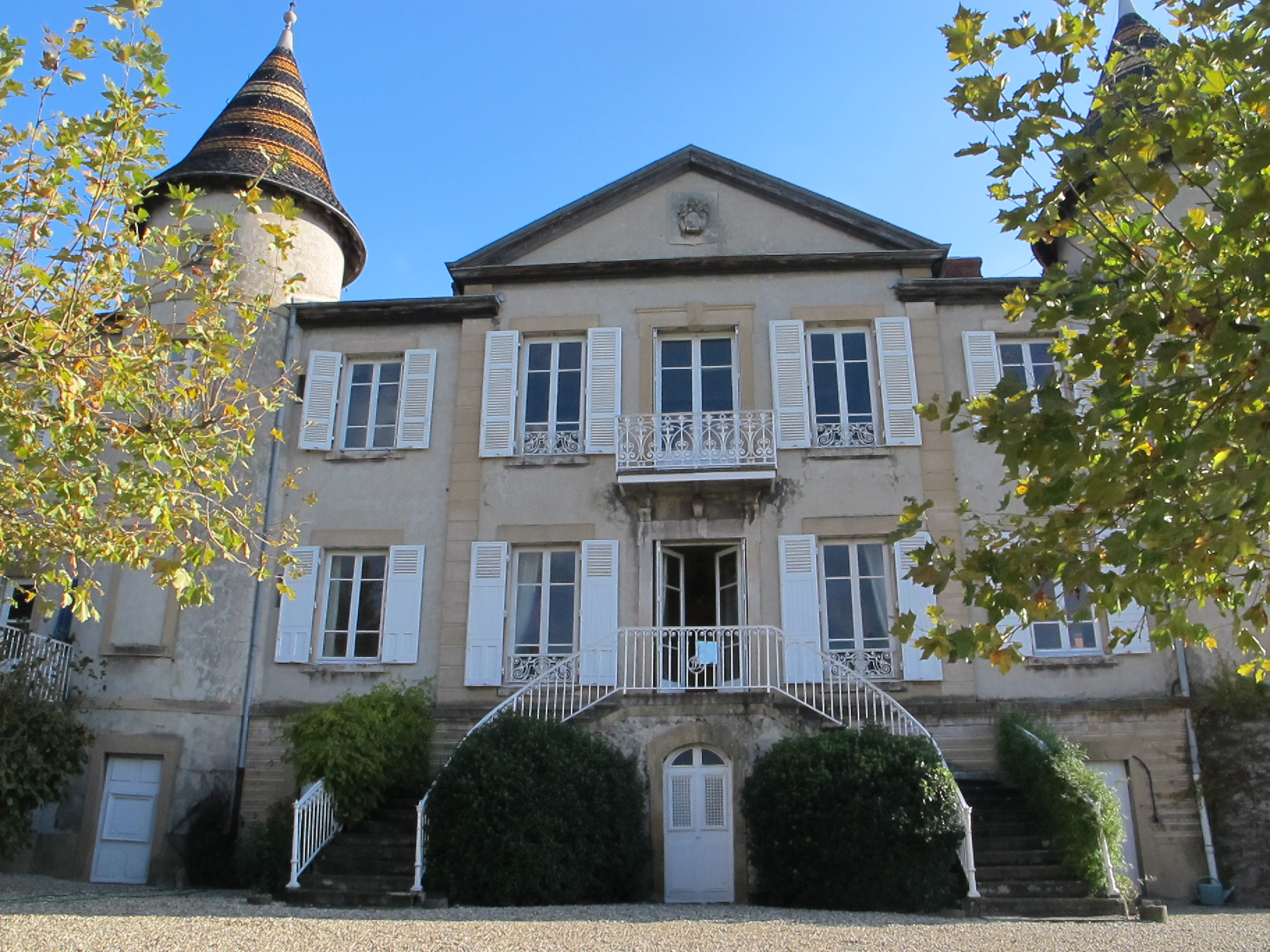
Façade principale du château des Estournelles.

- Église Saint-Martin de Chasse-sur-Rhône.
- la chapelle Saint-Martin, bâtie dès le Xe siècle. Achetée en 1926 par la fille d’un magnat américain des chemins de fer, elle fut démontée et transportée en 1927 aux États-Unis. Après avoir été remontée dans l'État de New York, elle fut à nouveau démontée et reconstruite dans le Wisconsin. Elle y est devenue en 1966 la chapelle Sainte-Jeanne-d'Arc de Milwaukee. C’est le dernier monument français à avoir été ainsi exporté avant l'interdiction définitive de cette pratique par la réglementation française. Il ne reste de ce monument à Chasse-sur-Rhône que la base de son clocher.
- Le lavoir : le lavoir date approximativement du XIe siècle. Démoli et bouché voici une vingtaine d’années[Quand ?], il n’est aujourd’hui plus alimenté en eau en raison d’un détournement du cours d’eau qui l’approvisionnait. Un projet de restauration des lieux est à l’étude[Quand ?].
- La fontaine Saint-Martin : la fontaine date du XIe siècle environ. Elle est en cours de rénovation et de consolidation et devrait faire l’objet d’une remise en eau après l’achèvement de sa restauration[Quand ?].
- Moulin à eau. Difficile à dater précisément, ce moulin à eau, aujourd’hui désaffecté, était autrefois utilisé principalement pour moudre le blé par les habitants de la commune et des environs.
- La Pierre blanche : appelée également « Grosse Pierre », son installation à cet endroit[pourquoi ?] date de la fin du XIXe ou du tout début du XXe siècle. Elle provient des rives du Rhône et a été remontée jusqu’aux Estournelles tractée par des bœufs qui la tiraient sur des rondins de bois installés au fur et à mesure sur son parcours.
- Puits de la rue Bizet. Ce puits aujourd’hui désaffecté et utilisé à des fins décoratives permettait aux habitants du quartier de puiser directement de l’eau du Rhône. Il est resté en activité pendant une bonne partie du XXe siècle.
- Puits et lavoir à Chatanay : difficiles à dater précisément, le puits et le lavoir, aujourd’hui envahis par la végétation, font toutefois l’objet d’une attention particulière[Laquelle ?] en raison de leur intérêt naturel. Le lavoir abrite en effet une espèce localement rare de triton, le triton crêté, dont la présence n’est avérée que dans un seul autre lieu du département de l’Isère.

### Patrimoine naturel
Le vallon du Gorneton, où coule ruisseau du même nom, à cheval sur Chasse-sur- Rhône et Seyssuel, est une ZNIEFF de type I, où est notamment recensée la présence du Hibou grand-duc d'Europe.

### Héraldique
| Blason de Chasse-sur-Rhône | Blason  | Écartelé : aux 1er et 4e d’azur au faucon d’argent, aux 2e et 3e d’or au dauphin d’azur, barbé, crêté, lorré, oreillé et peautré de gueules. |
| Blason de Chasse-sur-Rhône | Détails | Le statut officiel du blason reste à déterminer.                                                                                             |

## Pour approfondir